# Stevens Thomson Mason
Stevens Thomson Mason, född 29 december 1760 i Stafford County, Virginia, död 10 maj 1803 i Philadelphia, Pennsylvania, var en amerikansk politiker (demokrat-republikan). Han representerade Virginia i USA:s senat från 1794 fram till sin död.
Mason studerade vid The College of William & Mary. Han studerade sedan juridik och inledde sin karriär som advokat i Prince William County. Han deltog i amerikanska revolutionskriget.
Senator James Monroe avgick 1794 och efterträddes av Mason. Han omvaldes 1797 och 1803. Han avled i ämbetet och efterträddes av John Taylor.
Mason gravsattes på familjekyrkogården Raspberry Plain Burial Ground i Loudoun County. Sonen Armistead Thomson Mason var senator för Virginia 1816–1817.